# Benthamiella sorianoi
Benthamiella sorianoi ist eine Pflanzenart aus der Gattung Benthamiella in der Familie der Nachtschattengewächse (Solanaceae).

## Beschreibung
Benthamiella sorianoi ist ein Chamaephyt, dessen leicht fleischige Laubblätter Längen von 6 bis 12 und Breiten von 1,5 bis 2 mm erreichen. Der Blattrand kann unbehaart oder behaart sein. Der Blütenkelch ist glockenförmig, 3,5 bis 4,5 mm lang und auf der Außenseite mit drüsigen Trichomen behaart. Die Krone ist 5 bis 6 mm lang, trichterförmig und unbehaart. Die fünf Staubblätter sind gleichgestaltig und stehen nicht über die Krone hinaus. Die Staubfäden sind unbehaart und setzen mehr oder weniger in der Mitte der Kronröhre an. Der Fruchtknoten besitzt ein unauffälliges Nektarium. Der Griffel steht nicht über die Krone hinaus.

## Verbreitung
Die Art ist ein Endemit der Steppen Patagoniens. Sie ist im Südwesten Santa Cruz’ zu finden.

## Systematik und botanische Geschichte
Die Art wurde 1980 von Silvia Arroyo-Leuenberger erstbeschrieben. Das Epitheton ehrt Alberto Soriano.